# Diedenska huset

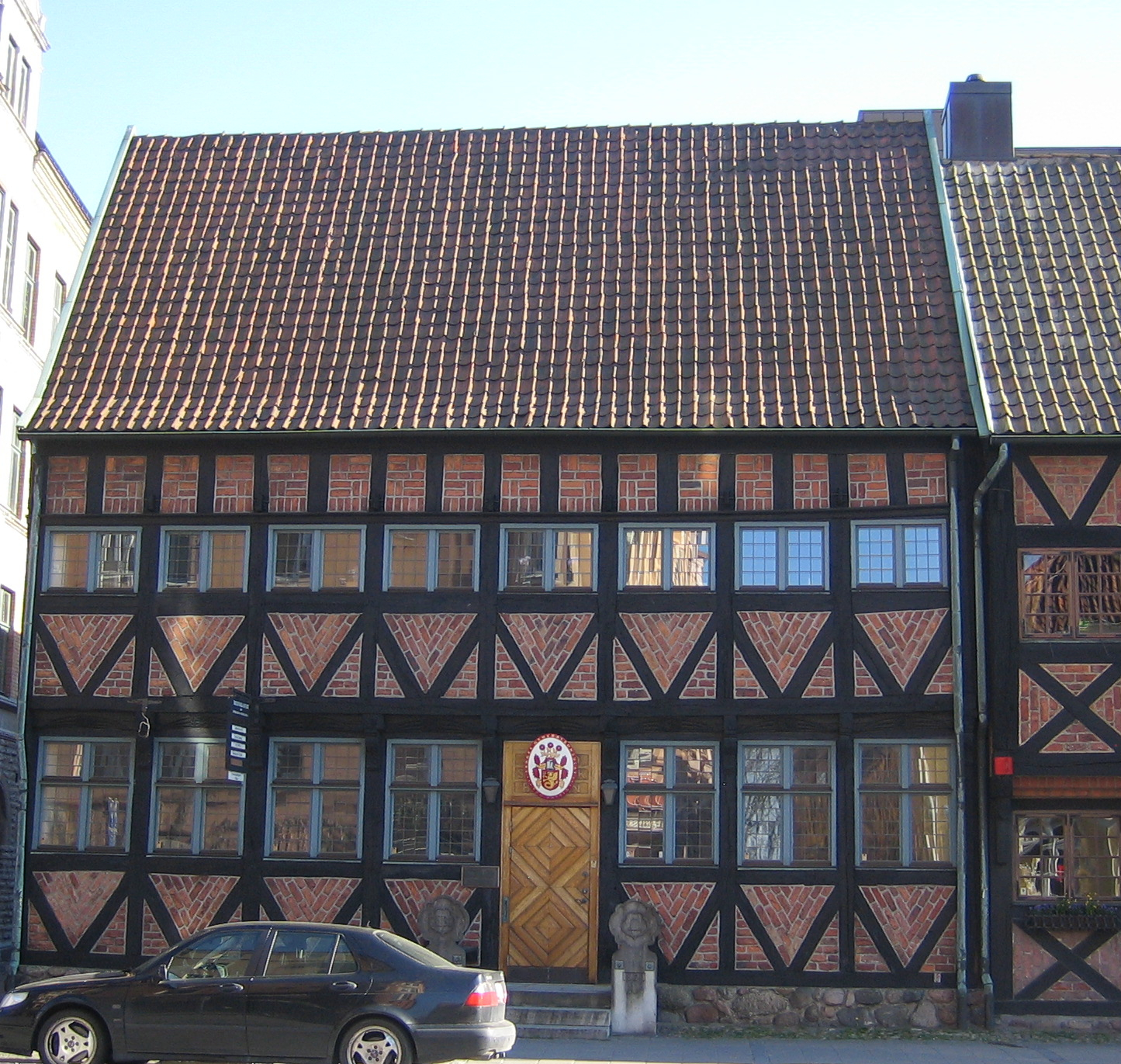
Diedenska huset i april 2007

Diedenska huset ligger i Malmö vid Östergatan. Det är granne med Thottska huset. Egentligen borde huset ha kallats för "Niels Roeds gård" efter byggherren på 1620-talet. Niels Roed var ridefogde hos länsherre Sigvard Grubbe på Malmöhus. Bottenvåningens fönster är högt placerade. Nedanför dessa fanns förr utskjutande handelsbodar, en på varje sida om trappan. Denna trappa upp till bottenvåningen är numera försedd med rekonstruerade "bislag". Sådana verandaliknande utbyggen var mycket vanliga i Malmö ända fram till 1800-talet. Bislagen hade förr en viktig social funktion När massmedia i form av tidningar, television och radio ännu var okända var det ute på bislagen som skvallret och nyheterna fann villiga öron.
Till Diedenska gården i de gamla Carolikvarteren hörde också det stora Diedenska sädesmagasinet som revs under 1970-talet.